# Ivan Paunić
Ivan Paunić, En Serbio:Иван Паунић, (nacido el 27 de enero de 1987 en Belgrado, Serbia) es un jugador de baloncesto serbio que actualmente forma parte de la plantilla del Lokomotiv Kuban de la VTB United League. Con 1.98 de estatura, su puesto natural en la cancha es el de alero.

## Trayectoria
- Partizan de Belgrado (2004-2005)
- Mega Belgrado (2005-2006)
- KK Mornar Bar (2006)
- Vojvodina Novi Sad (2006-2008)
- Basketball Club Oostende (2008-2009)
- Aris Salónica BC (2009-2010)
- BC Nizhni Nóvgorod (2010-2012)
- Virtus Pallacanestro Bologna (2012)
- SC Mariupol (2012)
- San Sebastián Gipuzkoa Basket Club (2013)
- Baloncesto Fuenlabrada (2013-2014)
- B.C. Astana (2014-2015)
- Buducnost Podgorica (2014-2015)
- Baloncesto Fuenlabrada (2015-2017)
- Tofaş Spor Kulübü (2017-2018)
- Chemidor Tehran BC (2019)
- KK Mega Bemax (2020)
- Lokomotiv Kuban (2020- )